# Alina Tararytsjenkova
Alina Tararytsjenkova (29 maart 2000) is een Russisch skeletonster.

## Carrière
Tararytsjenkova maakte haar wereldbekerdebuut in het seizoen 2016/17 waar ze 30e werd in de eindstand. Na twee jaar van afwezigheid deed ze in het seizoen 2019/20 opnieuw deel aan een wereldbekerwedstrijd, ze werd 26e in de eindstand. In het seizoen 2020/21 deed ze opnieuw deel en werd 23e in de eindstand.
Ze nam in 2016 deel aan de Olympische Jeugdspelen waar ze 8e werd. In 2022 nam ze deel aan de Olympische Winterspelen waar ze een 15e plaats behaalde.

## Resultaten

### Olympische Spelen
| Jaar | Plaats | Resultaat |
| ---- | ------ | --------- |
| 2022 | Peking | 15e       |

### Wereldkampioenschappen
| Jaar | Plaats    | Resultaat                      |
| ---- | --------- | ------------------------------ |
| 2021 | Altenberg | 4e Individueel 5e Gemengd team |

### Wereldbeker
Eindklasseringen
| Seizoen   | Rang |
| --------- | ---- |
| 2016/2017 | 30e  |
| 2017/2018 | /    |
| 2018/2019 | /    |
| 2019/2020 | 26e  |
| 2020/2021 | 23e  |
| 2021/2022 | 7e   |